# GNOME
GNOME (phát âm /gnoʊm/) - là bộ phần mềm cung cấp môi trường màn hình nền dễ dùng cho hệ điều hành Linux cũng như cho các hệ điều hành khác. GNOME từng là tên viết tắt của GNU Network Object Model Environment, nhưng tên đấy đã bị bỏ vì nó không còn đúng với định hướng của dự án GNOME hiện tại. Gói trong phần 'gnome' thuộc về môi trường GNOME hoặc hợp nhất chặt chẽ với nó. Nó là một dự án tin học có hai mục đích: xây dựng môi trường làm việc GNOME trực giác, hấp dẫn đối với người dùng và môi trường phát triển ứng dụng GNOME.
Dự án mở GNOME cung cấp 2 phần: Môi trường desktop GNOME, rất hấp dẫn và cuốn hút người dùng cuối (end-user), và môi trường phát triển GNOME, là môi trường tổng quan rộng lớn dùng cho phát triển các ứng dụng tích hợp vào môi trường desktop.
Môi trường làm việc GNOME cũng giống như KDE, là một dự án tin học mã nguồn mở, tự do, và dễ sử dụng. Hơn nữa, GNOME được nhiều công ty lớn như: HP, Mandriva, Novell, Red Hat và Sun Microsystems hỗ trợ.
GNOME được lập trình trong C. Trong phiên bản mới (2.28), GNOME ra mắt GNOME bluetooth giúp người dùng quản lý các thiết bị không dây này. Ngoài ra còn có nhiều cải tiến ở các trình ứng dụng: Time tracker (theo dõi thời gian hoạt động của các trình ứng dụng trên máy), Empathy (chat), Media player, Cheese (ghi hình qua webcam). Trình duyệt web Epiphany đã chuyển bộ render từ Gecko sang WebKit.
GNOME 3 là môi trường desktop mặc định của rất nhiều bản phân phối Linux gồm Fedora, Debian, Ubuntu, Red Hat Enterprise Linux, CentOS.

## Mục tiêu
Theo website của Gnome:
Dự án Gnome nhằm cung cấp cho người dùng 2 thứ: Một môi trường làm việc Gnome trực quan và hấp dẫn với nhiều người sử dụng, và nền tảng phát triển Gnome, một khuôn khổ rộng lớn cho việc xây dựng các ứng dụng để tích hợp vào các máy tính để bàn.
Dự án Gnome nhấn mạnh sự đơn giản, tiện dụng và nguyên tắc chỉ làm việc. Các mục đích khác của dự án:
Tự do: tạo ra một môi trường desktop có mã nguồn đầy đủ thích hợp cho việc sử dụng lại các mã nguồn đó theo giấy phép mã nguồn mở.
Thân thiện: Đảm bảo cho tất cả mọi người có khả năng sử dụng một môi trường làm việc thân thiện, hiệu quả, từ những kỹ thuật viên, lập trình viên chuyên nghiệp cho tới những người có khuyết tật về thể chất.
Quốc tế hóa và nội địa hóa: tích hợp vào trong desktop thật nhiều ngôn ngữ. Hiện tại Gnome đã chuyển ngữ sang được 161 ngôn ngữ.
Phát triển thân thiện: đảm bảo cho việc viết và phát triển các ứng dụng tích hợp với máy tính một cách dễ dàng, và chấp thuận cho các lập trình viên được tự do lựa chọn ngôn ngữ lập trình.
Tổ chức: Phát hành theo định kỳ và một cộng đồng có tính tổ chức và kỷ luật cao.
Hỗ trợ: đảm bảo được sự ủng hộ từ các tổ chức khác ngoài cộng đồng Gnome.

## Lịch sử

### GNOME 1
Dự án GNOME được bắt đầu vào 15 tháng 8 năm 1997 bởi Miguel de Icaza và Federico Mena như là một phần mềm miễn phí để xây dựng một môi trường desktop và ứng dụng cho nó. Nó được tạo ra vì một phần giao diện KDE đang có được sự chú ý, sử dụng Qt là một phần mềm nguồn đóng tới phiên bản 2.0 (Tháng 9 năm 1999). Thay thế Qt, bộ GTK được sử dụng như là lõi của GNOME. GTK sử dụng Giấy phép Công cộng GNU Hạn chế (LPGL), một giấy phép phần mềm miễn phí cho phép phần mềm sử dụng nó được sử dụng thêm một số giấy phép khác, bao gồm giấy phép cho phần mềm nguồn đóng. Bản thân GNOME sử dụng giấy phép LGPL cho các thư viện của nó, và giấy phép Công cộng GNU cho các ứng dụng của nó.

### GNOME 2
GNOME 2 được phát hành vào tháng 6 năm 2002 và rất giống với giao diện máy tính để bàn thông thường, có màn hình nền đơn giản mà người dùng có thể tương tác với các đối tượng ảo như cửa sổ, biểu tượng và tệp. GNOME 2 bắt đầu với Sawfish là trình quản lý cửa sổ mặc định, nhưng sau đó chuyển sang Metacity trong GNOME 2.2. Việc xử lý cửa sổ, ứng dụng và tệp trong GNOME 2 tương tự như các hệ điều hành máy tính để bàn hiện đại. Trong cấu hình mặc định của GNOME 2, màn hình nền có menu khởi chạy để truy cập nhanh vào các chương trình đã cài đặt và vị trí tệp; có thể truy cập các cửa sổ đang mở bằng thanh tác vụ dọc theo phía dưới màn hình; và góc trên bên phải có khu vực thông báo để các chương trình hiển thị thông báo trong khi chạy ở chế độ nền. Tuy nhiên, các tính năng này có thể được di chuyển đến hầu hết mọi vị trí hoặc hướng mà người dùng mong muốn, thay thế bằng các chức năng khác hoặc xóa hoàn toàn.
GNOME 2.18 (phát hành vào tháng 3 năm 2007)
Tính đến năm 2009, GNOME 2 là máy tính để bàn mặc định cho OpenSolaris. Môi trường máy tính để bàn MATE là một nhánh của cơ sở mã GNOME 2 (xem Phê bình, bên dưới.)

### GNOME 3
GNOME 1 và 2 đi theo cấu trúc màn hình chính truyền thống.GNOME 3, được ra mắt vào năm 2011, đã thay đổi điều này với GNOME Shell, nơi việc di chuyển qua các ứng dụng và màn hình ảo được thực hiện ở một nơi riêng gọi là "Overview". Vì Mutter đã thay thế Metacity thành trình điều khiển cửa sổ mặc định, nút phóng to và thu nhỏ không xuất hiện theo mặc định, và thanh tiêu đề, thanh menu và thanh dụng cụ được gộp vào thành một thanh ngang gọi là "thanh ngang". Nhiều ứng dụng mặc định của GNOME cũng được thay đổi giao diện để giúp người dùng có một trải nghiệm đồng nhất.

GNOME 40 và mới hơn
GNOME 40 được phát hành vào ngày 24 tháng 3 năm 2021. Phiên bản này ngay sau phiên bản 3, nhưng áp dụng một lược đồ phiên bản mới và lịch trình phát hành chính trong tương lai theo chu kỳ cố định sáu tháng. Với nhịp phát hành nhanh hơn này, các bản phát hành chính trở nên gọn nhẹ hơn một chút, vì việc viết lại toàn bộ các gói chính không diễn ra thường xuyên như trong các lần chuyển đổi giữa các phiên bản GNOME 1.0, 2.0 và 3.0.
GNOME 41 ("Cairo"): Phát hành ngày 22 tháng 9 năm 2021. Bảng đa nhiệm mới, cải tiến GNOME Software, tùy chọn tiết kiệm pin, hỗ trợ ICS trong Lịch, ứng dụng Connections mới, cải tiến Nautilus, hiển thị cấu hình nguồn.
GNOME 42 ("Karlsruhe"): Phát hành ngày 23 tháng 3 năm 2022. Chủ đề tối toàn hệ thống, giao diện GNOME Shell làm mới, công cụ chụp ảnh/quay video mới, ứng dụng Console mới, ứng dụng Text Editor mới, nhiều ứng dụng chuyển sang GTK 4/libadwaita.
GNOME 43 ("Guadalajara"): Phát hành ngày 21 tháng 9 năm 2022. Menu trạng thái Quick Settings được đại tu, chế độ xem lưới bộ chọn tệp, cải tiến Nautilus, ứng dụng Web làm mới, hỗ trợ WebExtensions trong Web.
GNOME 44 ("Kuala Lumpur"): Phát hành ngày 22 tháng 3 năm 2023. Màn hình khóa/đăng nhập cải thiện, menu Bluetooth Quick Settings cải tiến, chế độ xem biểu tượng bộ chọn tệp GTK 4, cải tiến Nautilus, cải tiến cài đặt hệ thống, chia sẻ mã QR Wi-Fi/danh bạ.
GNOME 45 ("Riga"): Phát hành ngày 20 tháng 9 năm 2023. Chỉ báo hoạt động làm mới, chỉ báo không gian làm việc mới, cải tiến tìm kiếm Activities Overview, Nautilus làm mới hoàn toàn, cải tiến Quick Settings, nhiều ứng dụng chuyển sang GTK 4/libadwaita.
GNOME 46 ("Kathmandu"): Phát hành ngày 20 tháng 3 năm 2024. Nautilus nhiều cải tiến, thông báo mở rộng, nhóm cài đặt "System" mới, thêm cài đặt touchpad, cải tiến Lịch/Bản đồ, GNOME Music chuyển sang libadwaita, hỗ trợ đăng nhập từ xa RDP, hỗ trợ VRR thử nghiệm.
GNOME 47 (Denver): Phát hành ngày 18 tháng 9 năm 2024. Cải tiến hiệu suất, xếp chồng thông báo, cải thiện quản lý năng lượng, thêm ứng dụng Bộ giải mã âm thanh.
GNOME 48 ("Bengaluru"): Phát hành ngày 26 tháng 3 năm 2025. Xếp chồng thông báo hoàn thiện, cải thiện hiệu suất (bộ đệm ba động), Loupe có chỉnh sửa ảnh cơ bản, phông chữ hệ thống mới, quản lý thời gian sử dụng, bảo vệ sức khỏe pin, hỗ trợ HDR, cải tiến Bản đồ/Danh bạ, hỗ trợ phím chức năng đặc biệt, cải thiện hỗ trợ Orca trên Wayland.

## Tên gọi
GNOME là viết tắt của cụm từ GNU Network Object Model Enviroment. Nó dùng để biểu thị ý định ban đầu của Gnome là tạo ra một bản phân phối tương tự như Microsoft OLE. Điều này không phản ánh ý định cốt lõi của dự án Gnome, và việc khai triển toàn bộ cái tên vào hiện nay bị xem là lỗi thời. Như vậy một số thành viên của dự án đã đổi tên lại, từ GNOME trở thành Gnome.